# استان ترارزه
استان ترارزه (به عربی: ولایة الترارزة) یکی از استان‌های کشور موریتانی است. استان ترارزه ۶۷٬۸۰۰ کیلومتر مربع مساحت و ۲۷۲٬۷۷۳ نفر جمعیت دارد.

## خواهرخوانده
شهر فاس خواهرخواندهٔ استان ترارزه هست.